# Pseudospiropes costaricensis
Pseudospiropes costaricensis är en svampart som först beskrevs av E.F. Morris, och fick sitt nu gällande namn av de Hoog & Arx 1973. Pseudospiropes costaricensis ingår i släktet Pseudospiropes och familjen Helotiaceae.   Inga underarter finns listade i Catalogue of Life.